# Port Lavaca
Port Lavaca és una població dels Estats Units a l'estat de Texas. Segons el cens del 2000 tenia 12.035 habitants.

## Demografia
Segons el cens del 2000, Port Lavaca tenia 12.035 habitants, 4.189 habitatges, i 3.133 famílies. La densitat de població era de 474,6 habitants/km².
Dels 4.189 habitatges en un 39% hi vivien nens de menys de 18 anys, en un 56,5% hi vivien parelles casades, en un 13,7% dones solteres, i en un 25,2% no eren unitats familiars. En el 21,2% dels habitatges hi vivien persones soles el 8,5% de les quals corresponia a persones de 65 anys o més que vivien soles. El nombre mitjà de persones vivint en cada habitatge era de 2,83 i el nombre mitjà de persones que vivien en cada família era de 3,31.
Per edats la població es repartia de la següent manera: un 30,3% tenia menys de 18 anys, un 9,6% entre 18 i 24, un 28,7% entre 25 i 44, un 19,3% de 45 a 60 i un 12,1% 65 anys o més.
L'edat mediana era de 32 anys. Per cada 100 dones de 18 o més anys hi havia 95,8 homes.
La renda mediana per habitatge era de 33.626 $ i la renda mediana per família de 38.250 $. Els homes tenien una renda mediana de 35.526 $ mentre que les dones 18.427 $. La renda per capita de la població era de 15.431 $. Aproximadament el 16,8% de les famílies i el 20,1% de la població estaven per davall del llindar de pobresa.

## Poblacions properes
El següent diagrama mostra les poblacions més properes.